# IX Korong
IX Korong is een bestuurslaag in het regentschap Solok van de provincie West-Sumatra, Indonesië. IX Korong telt 1615 inwoners (volkstelling 2010).